# Tora blava

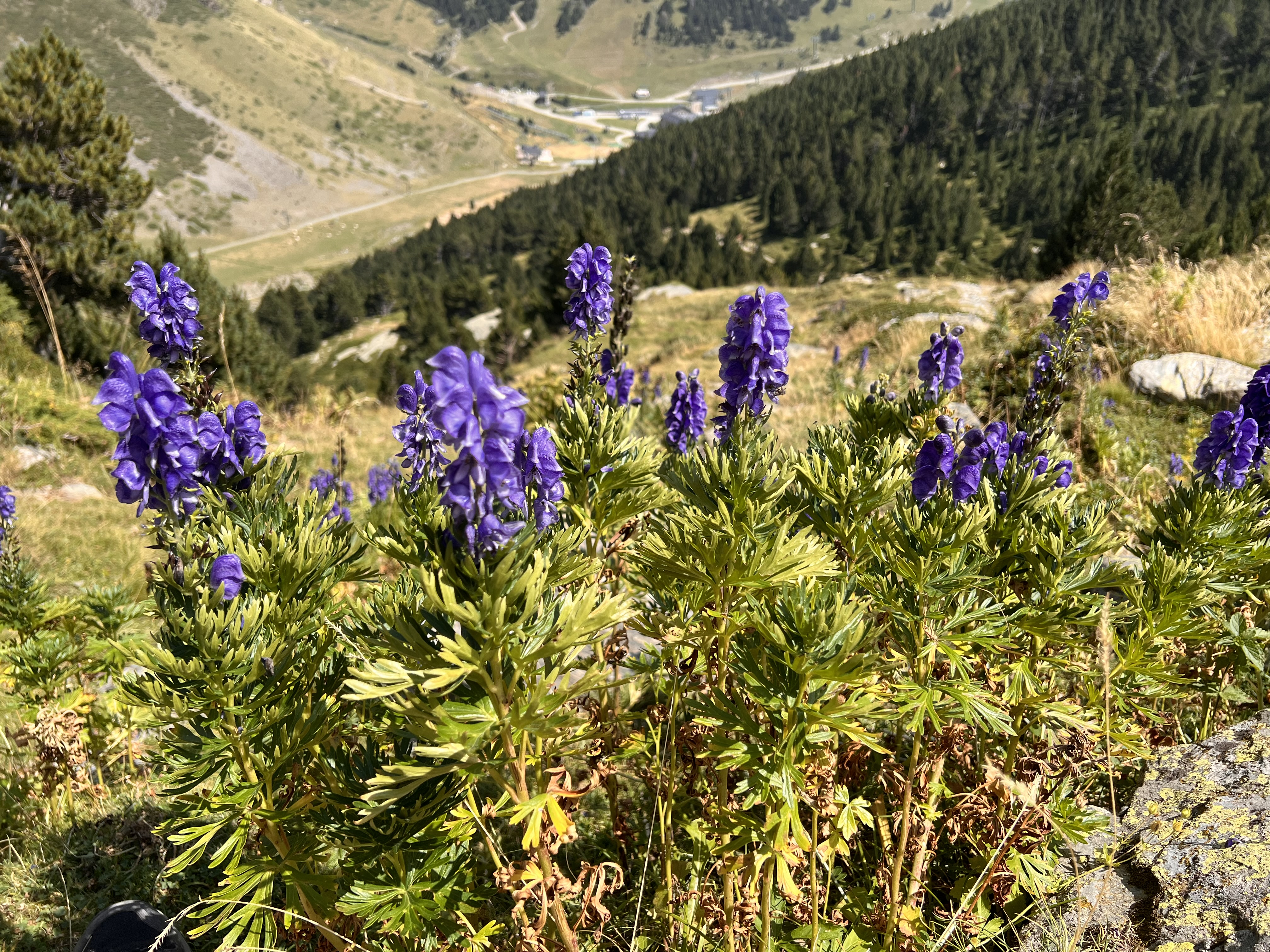
Tora blava a la Vall de Núria (Pirineu Català)

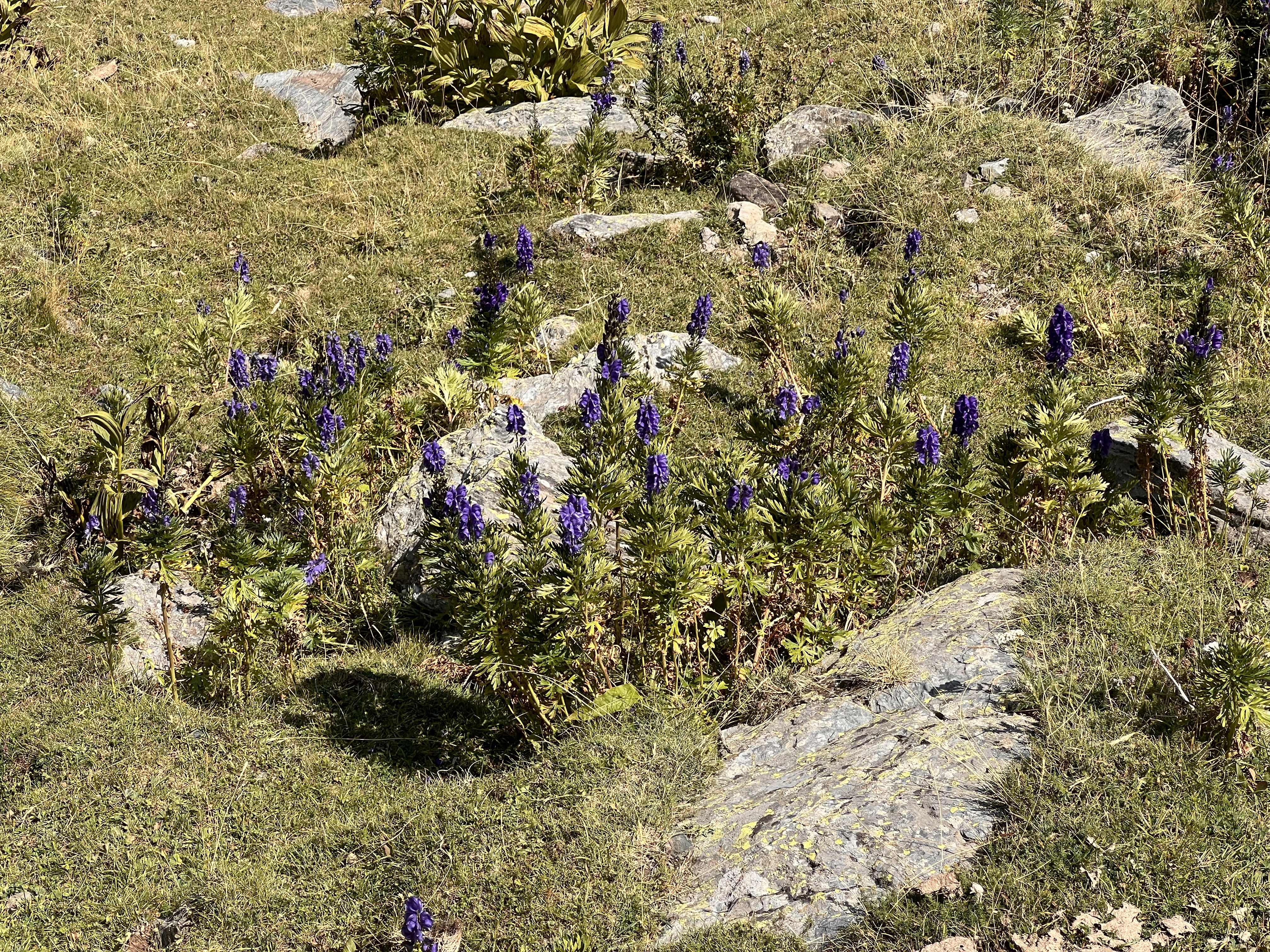
Tora blava en el seu context, a la Vall de Núria

La tora blava, acònit, matallops o napel (Aconitum napellus), és una planta verinosa de la família de les ranunculàcies del gènere Aconitum. És considerada la planta més tòxica d'Europa. De vegades és confosa amb altres plantes com el brúcol comestible, fet que provoca accidents i facilita que sigui utilitzada en crims. No són rares les intoxicacions fortuites entre els excursionistes del Pirineu.
També rep els noms d'acònit blau, acònit salutífer, acònits, escanyallops, herba de les tores, herba sínica, herba tora, herba verinosa, lletuga alpina, matallops blau, mataporc, realgar, salutífer, sivet, tora, tora musca, vomissa, xiuet, matallop, matallop blau, rialgar-rialgà, siuet i xinet.
A l'estat espanyol, el comerç n'és prohibit.

## Etimologia
El mot 'acònit', segons alguns autors com Plini el Vell i Teofrast, deriva d'Acona, un port de l'Àsia Menor. Segons altres fonts derivaria d'akontion, que significa 'dard', perquè es feia servir per a enverinar les sagetes; també hi ha qui indica que deriva del grec akon, que significa 'de pedra o roca' perquè creix a les muntanyes entre les roques. L'epítet napellus significa 'petit nap' i fa referència a la forma de l'arrel.
El mot tora prové del grec phtora «destrucció». Té molts altres noms en català i un de molt comú és 'matallops'. Aquest nom ve precisament d'una llegenda que explica que els llops consumeixen certes arrels durant l'hivern per a assegurar-se la supervivència; de tant en tant, però, erren i quan consumeixen l'arrel de l'acònit, moren.

## Història
Segons una llegenda, la tora va ser engendrada per la sang de Prometeu, el déu grec de la trampa i la creació de la humanitat. Tant els metges grecs com els romans ja recomanaven evitar-ne l'ús excepte per a matar escorpins. Avicenna, el metge persa, va ser el primer a utilitzar l'acònit amb fins medicinals. L'acònit ja era conegut a l'Àsia i Europa com a verí per a sagetes i com a agent homicida. Hi ha hagut algunes confusions que han portat conseqüències tràgiques: s'ha arribat a confondre l'arrel d'acònit amb el rave rusticà (Amoracia rusticana), que és una espècie comestible.

## Hàbitat
Es troba a la vora de cursos d'aigua i als boscos, habita en pastures humides, riberes i fondalades. Es troba a una altitud d'entre 1.500 i 2.500 m. Es tracta d'una planta nitròfila, habita sòls una mica nitrificats. Apareix en rams enmig dels prats per on passa el bestiar perquè aquest evita menjar-la.
Aconitum napellus es troba en moltes zones d'Àsia i Europa. Concretament a la Gran Bretanya, a Irlanda, als Pirineus (incloses les Corberes) i Prepirineus, i als Alps (excepte a Itàlia i Iugoslàvia). A Andorra es pot trobar a la Vall del Madriu-Pedrafita-Claror. A la Catalunya del Nord es troba la zona muntanyosa occidental. Al Principat, s'estén des de la Vall d'Aran i l'Alta Ribagorça fins a la Cerdanya, el Ripollès, la Garrotxa, el Conflent i el Vallespir. No és present a l'Alguer. És considerat a la Llista Vermella de la UICN com a risc mínim, tot i que sigui catalogat com a vulnerable a la península ibèrica.

## Taxonomia
Existeixen nou subespècies de l'Acònitum napellus acceptades per la Flora Europaea:
- Aconitum napellus subsp. napellus.
- Aconitum napellus subsp. corsicum (Gáyer) W.Seitz.
- Aconitum napellus subsp. firmum (Rchb.) Gáyer.
- Aconitum napellus subsp. fissurae (Nyár.) W.Seitz.
- Aconitum napellus subsp. hians (Rchb.) Gáyer.
- Aconitum napellus subsp. lusitanicum Rouy.
- Aconitum napellus subsp. superbum (Fritsch) W.Seitz.
- Aconitum napellus subsp. tauricum (Wulfen) Gáyer.
- Aconitum napellus subsp. vulgare (DC.) Rouy. i Foucaud.

## Descripció

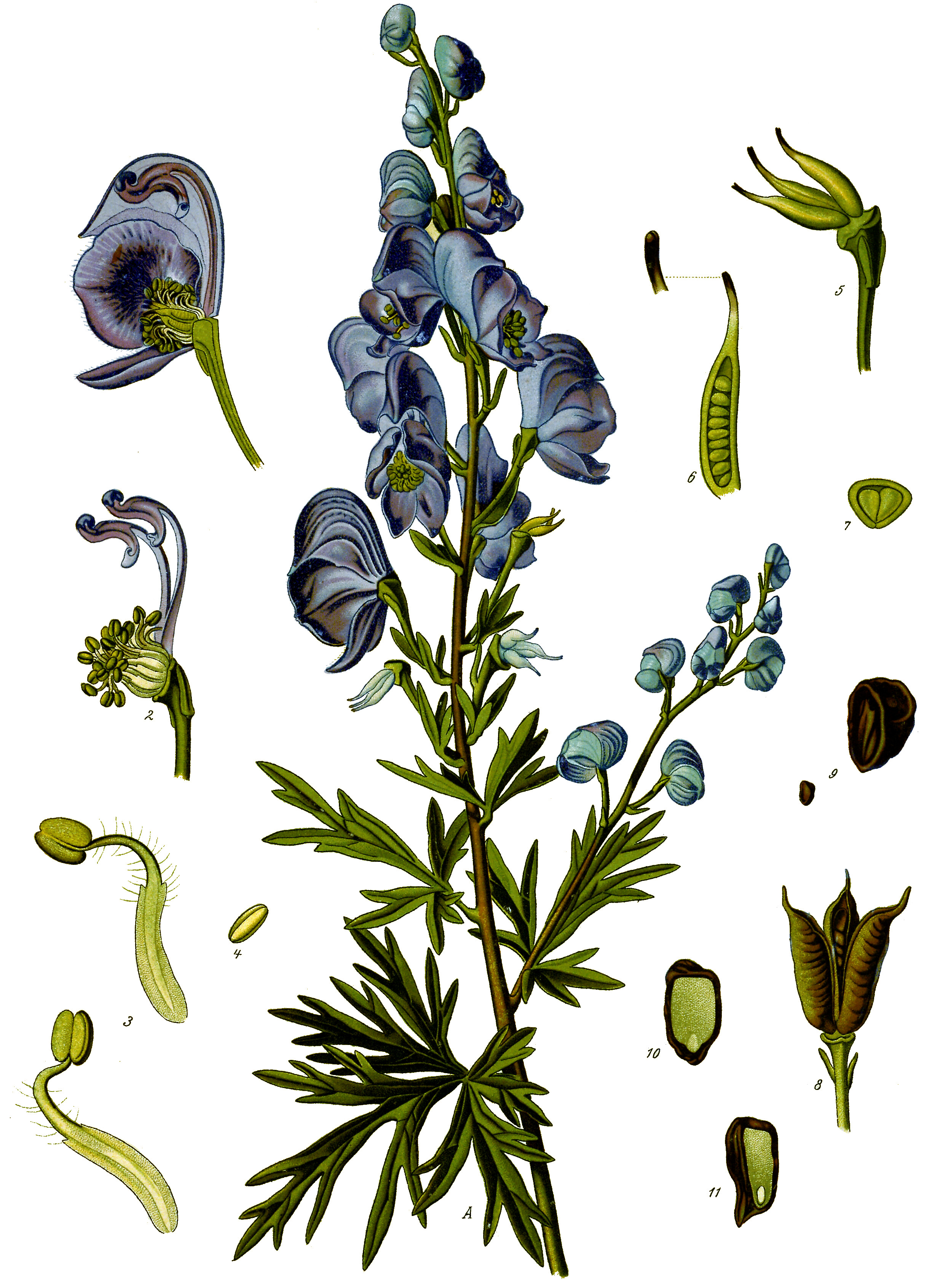
Aconitum napellus

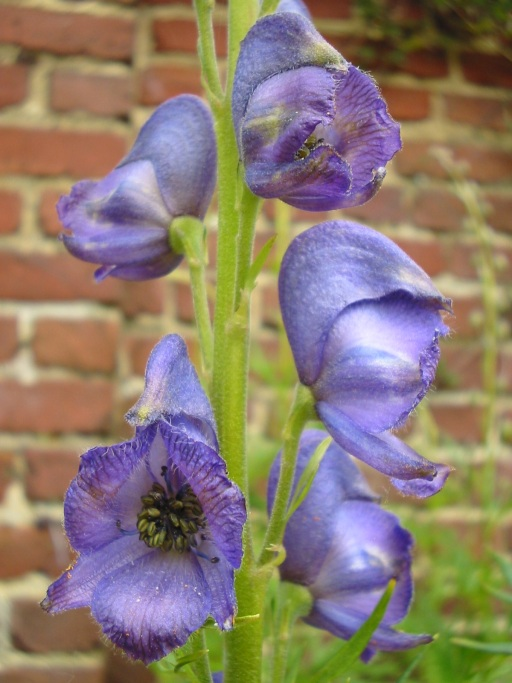
Inflorescència

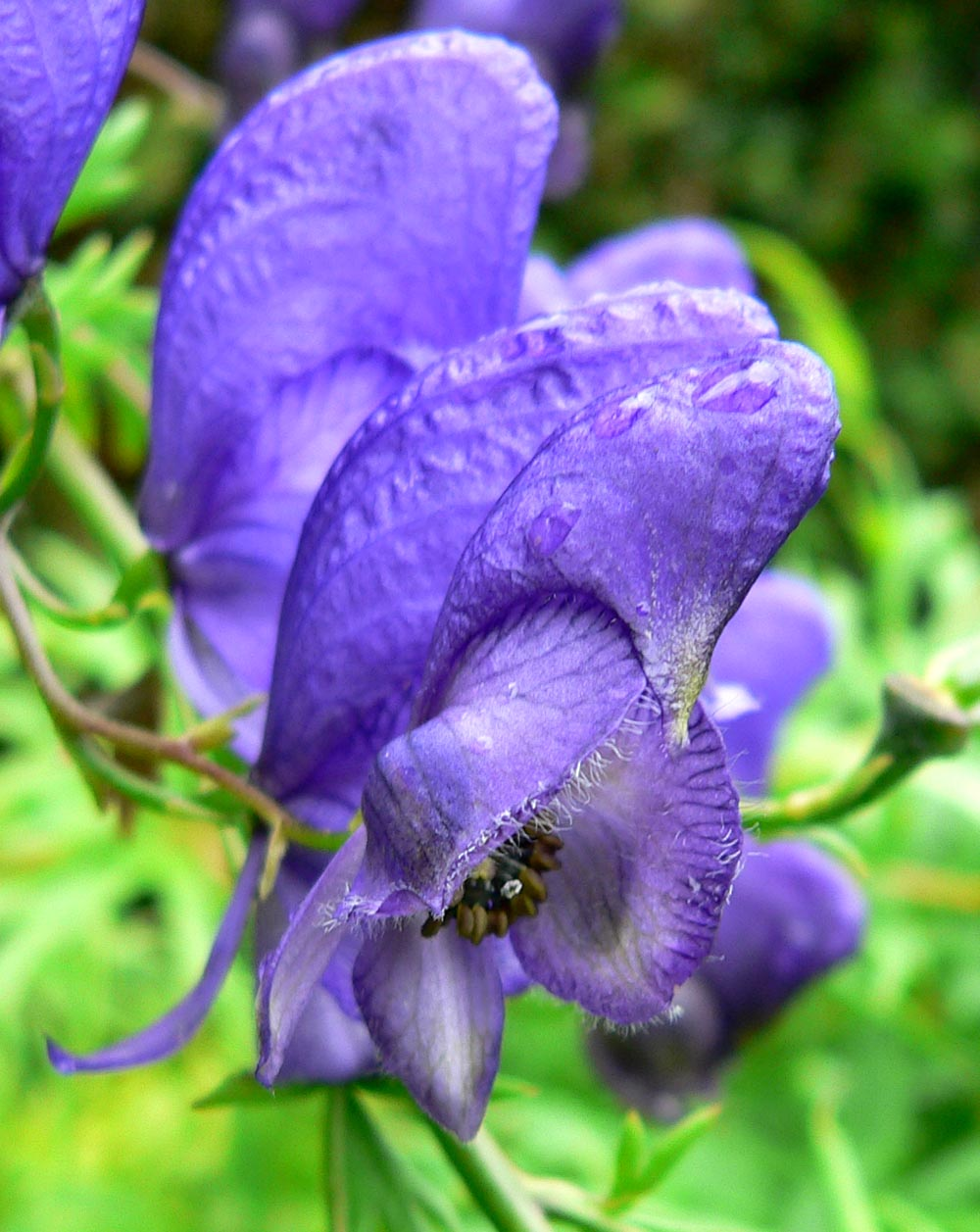
Flor

Acònitum napellus és una planta herbàcia, perenne que fa entre 1 i 1,40 m d'alçada. És una planta vivaç de tija cilíndrica, dreta i sense pèls. Les fulles són peciolades i coriàcies de color verd brillant a l'anvers i d'un color verd lleugerament més clar al revers. Es disposen de manera alterna i són palmatisectes amb segments ròmbics palmatipartits dividits en lacínies linears d'entre 2 i 4 mil·límetres d'amplada que fan entre si un angle molt agut i se separen poc les unes de les altres. L'arrel és fusiforme i carnosa, té tubercles napiformes de 5 a 15 centímetres de llarg i són de color pàl·lid quan són joves i de color marró més fosc quan envelleixen.
Les flors són de color blau o violat intens, fan entre 3 i 4 cm de diàmetre i són zigomorfes i hermafrodites. Tenen el casc arrodonit i es troben disposades a la part terminal de la planta formant unes inflorescències en raïm denses, ramificades i espiciformes. El periant de la tora és doble, heteroclamidi i és integrat per peces lliures disposades de manera cíclica en verticils pentàmers.
Les parts florals que semblen pètals són els sèpals, que tenen forma petaloide. Els pètals en si han evolucionat i formen els nectaris.Floreixen des de la darreria de juny fins a setembre. L'androceu està compost per nombrosos estams de forma helicoidal que produeixen grans de pol·len tricolpats. El gineceu és format per un ovari súper i tricarpel·lar amb tres primordis seminals anàtrops a l'interior. El fruit és un trifol·licle que conté nombroses llavors d'un color fosc amb un embrió petit a l'interior i un endosperma força abundant.

## Verí i principis actius
Els composts verinosos de l'Aconitum napellus són en tota la planta, i més concentrats al rizoma i les llavors. Pel que fa als principis actius, el més important és l'aconitina i la pseudoaconitina, que són uns alcaloides diterpènics que donen una toxicitat extrema a la planta.
Altres components són:
- Alcaloides diterpènics com aconitina, aconina, benzaconina, mesaconitina, hipaconitina, oxoaconitina, napelina, napelonina, neolina, neopelina. Els trobem en una proporció del 0,2-1,5%.
- Alcaloides quinolizidínics com l'esparteïna.
- Flavonoides, concretament glucòsids de kenferol i quercetina.
- Polisacàrids homogènics, principalment el midó, que representa el 25% de la composició de la planta.
- Sucres senzills: glucosa i maltosa; poliols com el manitol.
- Proteïnes.
- Àcids fenòlics derivats de l'àcid cinàmic. Àcids cafeic i clorogènic.
- Àcids orgànics: àcids màlic, succínic, cítric, isocítric, oxàlic i quínic.
- Amines com l'efedrina.

## Propietats terapèutiques
Segons un informe del 1987, de la Comissió E del Ministeri de Sanitat alemany va decidir que «davant els riscos que ja existeixen en dosis terapèutiques, no se'n pot justificar cap ús per a cap mena de tractament».
En texts antics se l'ha presentat com una mena de panacea que podria guarir paralisi facial, trastorns articulars, reuma, gota, inflamacions, pleuritis, pericarditis sicca, febre, desinfecció de ferides, així com la prevenció de trastorns pulmonaris, cardíacs o gastrointestinals, manca de gana, o també per alteracions del son, rampes, depressió, eclampsia, epilepsia. En el tractament tòpic se l'hi ha atribuït propietats de desinfecció, profilaxi de càries dental, caspa i caiguda del cabell. Excepte per síntomes neuràlgics, no s'ha provat cap altre efecte terapèutic.
A la Unió Europea les fulles, arrels o derivats són prohibits com a substància de productes cosmètics des del 2009. Des de l'any 2004, l'acònit és una de les gairebé dues-centes plantes de les quals està prohibida la venda al públic a causa de la seva toxicitat a l'estat espanyol.

## Toxicitat
La tora blava és considerada la planta més tòxica de la flora europea. És així per la presència d'aconitina, un alcaloide esteroidal, que és una de les toxines vegetals més potents. L'acció neurotòxica i cardiotòxica d'una quantitat inferior a 5 mg d'aconitina, que poden estar presents en només uns 5 grams de l'arrel de la planta, és suficient per causar la mort d'una persona adulta. A l'acció de l'aconitina, s'hi afegeix la d'altres alcaloides que també conté la planta: isoaconitina, licoaconitina, napelina i picraconitina.
Els primers símptomes de la intoxicació apareixen al cap de pocs minuts de la ingesta de la planta per què l'aconitina és absorbida ràpidament en el tub digestiu alt. La primera manifestació és una sensació de cremor als llavis, la boca i la gola, a més d'un forta sensació de set, vòmits i dolor abdominal, mal de cap i debilitat general. A continuació es presenta un quadre neurològic característic amb una paràlisi neuromuscular ascendent que, en els casos més greus, pot afectar la musculatura respiratòria. També hi pot haver parestèsia, i convulsions. Els símptomes cardiovasculars predominants són hipotensió, palpitacions, dolor al pit, bradicàrdia, taquicàrdia sinusal, taquicàrdia ventricular i fibril·lació ventricular. El contacte amb la planta pot causar una intoxicació lleu a causa dels alcaloides, que poden penetrar a l'organisme a través de la pell.
L'aconitina té una semi-vida d'eliminació curta i es descompon ràpidament. Per tant, és difícil constatar la intoxicació per aquest alcaloide en l'autòpsia.
Atès que la toxicitat extrema d'aquesta planta sol ser ben coneguda en els llocs on és abundant, no sol ser una causa freqüent d'intoxicació. Tanmateix, a l'Àsia, especialment a la Xina, és on se'n donen més casos, probablement pel seu ús tradicional com a planta medicinal. Tot i que les arrels i els tubercles (les parts que acumulen més components tòxics) solen processar-se per reduir-ne el contingut tòxic, l'ús de dosis més elevades de les recomanades o el processat incorrecte de la planta poden causar intoxicacions.

## Tractament
Atès que els símptomes es manifesten molt aviat, és fonamental fer un buidat d'estómac, mitjançant la provocació del vòmit o d'una rentada gàstrica. No hi ha cap antídot específic, només es pot fer un tractament dels símptomes i de suport. És possible que calgui administrar fàrmacs cardiotònics o vasopressors i, en els casos en què la funció respiratòria estigui afectada, caldrà aplicar la respiració assistida i oxigenoteràpia a la persona intoxicada.